# Pelle zwycięzca
Pelle zwycięzca (duń. Pelle erobreren) – duńsko-szwedzki dramat filmowy z 1987 roku w reżyserii Billego Augusta. Ekranizacja pierwszego tomu powieści Martina Andersena Nexø z 1910 roku pod tym samym tytułem. Zdjęcia kręcono na wyspie Bornholm oraz w regionie Zelandii (Tappernøje).
Obraz nagrodzono Złotą Palmą na 41. MFF w Cannes, Złotym Globem i Oscarem za najlepszy film nieanglojęzyczny, a także nominacją do Oscara dla Maxa von Sydowa za najlepszą rolę męską.

## Fabuła
Historia chłopca o imieniu Pelle, który w XIX wieku przyjeżdża wraz ze starym ojcem Lasse Karlssonem (Max von Sydow) za chlebem ze Szwecji do Danii. Marzenia o lepszym życiu szybko zderzają się z brutalną rzeczywistością. Zostają najniżej stojącymi w hierarchii parobkami na wielkim folwarku zarządzanym przez bezdusznego ekonoma. Życie zabija kolejno wszystkie ich plany i marzenia. Pelle pragnie uciec statkiem do Ameryki.

## Obsada
- Max von Sydow - Lassefar
- Pelle Hvenegaard - Pelle
- Björn Granath - Erik
- Erik Paaske - Forvalter/Foreman
- Nis Bank-Mikkelsen - Pastor
- Astrid Villaume - Pani Kongstrup
- Axel Strøbye - Kongstrup
- Lena-Pia Bernhardsson - Soen
- Anna Lise Hirsch Bjerrum - Karna
- Kristina Törnqvist - Anna
- Karen Wegener - Pani Olsen
- Sofie Grabol - Panna Sine
- Lars Simonsen - Niels Koller
- Troels Asmussen - Rud
- Buster Larsen - Ole Koller
- John Wittig - Nauczyciel
- Troels Munk - Doktor
- Thure Lindhardt - Nilen–Skoleelev / Classmate